# Nathalie Delattre
Pour les articles homonymes, voir Delattre.
Nathalie Delattre, née le 2 décembre 1968 à Aubervilliers (Seine-Saint-Denis), est une femme politique française.
À partir de 2008, elle est conseillère municipale de Bordeaux. Elle est élue sénatrice de la Gironde en 2017 et occupe une vice-présidence du Sénat de 2020 à 2023.
Dans le gouvernement Barnier, formé en 2024, elle est ministre déléguée auprès du Premier ministre, chargée des Relations avec le Parlement. Dans la foulée, elle devient présidente du Parti radical, puis ministre déléguée chargée du Tourisme au sein du gouvernement Bayrou.

## Situation personnelle

### Formation
Nathalie Delattre grandit à Périgueux (Dordogne). Ses années lycée, qu'elle passe au sein du lycée Laure-Gatet, voient émerger son goût pour la politique à l'occasion d'une table ronde sur la loi Devaquet, où elle représente les lycéens.
Elle est titulaire d'un DEUG obtenu en 1988 à l'Institut droit et économie de Périgueux (IEJE devenu DEJEP), où elle crée l'amicale de droit et en assure la présidence pendant deux ans[réf. nécessaire]. Elle continuera à s'engager dans la vie associative à Bordeaux, où elle prépare en 1989 une licence de droit à la faculté. Présidente de l'amicale des étudiants[réf. nécessaire], elle anime une équipe de cinq salariés dans une association qui compte 1500 membres[réf. nécessaire], et siège au conseil d'administration de l'Université Bordeaux I[réf. nécessaire].
Elle abandonne ses études en cours d'année de maîtrise de droit à l'université Lumière Lyon II.
En 2002, elle opère une reconversion professionnelle et s'installe sur un vignoble en friche de 3,3 ha, le domaine de Bellevue à Langoiran. En 2006, elle obtient un diplôme universitaire d'aptitude à la dégustation (DUAD) des vins.

### Carrière professionnelle
En 1992-1993, Nathalie Delattre est salariée de la Maison du bâtiment, des travaux publics et des transporteurs routiers de la Dordogne[réf. nécessaire].
En 1994, elle devient assistante parlementaire du député radical Jean-Pierre Calvel (septième circonscription du Rhône)[réf. nécessaire].
À partir de 1996, elle travaille au Conseil régional d'Aquitaine. Elle y est déléguée territoriale au sein de la direction de la formation professionnelle et de l'apprentissage. En 2000, elle devient responsable de la division Études et Conseil auprès de la sphère publique dans le cabinet Consulting européen.
À partir de 2003 elle s’implique, avec son compagnon, dans une exploitation viticole à Langoiran, en AOC Cadillac dans le Bordelais.

### Engagement associatif
En 1998, elle devient membre de l'association VMEH[réf. nécessaire], avec laquelle elle effectue des visites auprès de malades hospitalisés, notamment à l'Hôpital Saint-André de Bordeaux. Elle développe au sein de l'association la section des « dormeuses », bénévoles qui veillent auprès des enfants malades du service pédiatrique de l'Hôpital Pellegrin, à Bordeaux.[réf. nécessaire]
En 2004, elle devient présidente de VMEH Gironde. Elle devient membre du conseil d'administration du CHU de Bordeaux et de l'Institut Bergonié.
En novembre 2007, elle est nommée par le préfet de la région Aquitaine au conseil économique et social de la région Aquitaine, dans le collège 3, en représentation de l'association VMEH.
En 2019, elle intègre la réserve citoyenne de la gendarmerie nationale au grade de colonel et devient marraine des Cadets de la Gendarmerie de la Gironde[réf. nécessaire].

### Vie privée
Nathalie Delattre est en 2020 la compagne de Jean-François Boras (1963), viticulteur, maire de Langoiran depuis 2014 et vice-président de la Communauté de communes des Portes de l'Entre-Deux-Mers,.

## Parcours politique

### Militante en Dordogne auprès d'Yves Guéna
Dès l'âge de 15 ans, Nathalie Delattre s'engage à Périgueux aux côtés d'Yves Guéna, figure du gaullisme et alors président départemental du RPR.
En 1989, elle poursuit son engagement au Parti radical, l'une des composantes de l'Union pour la démocratie française.
Elle devient, en 1990, responsable des jeunes de la fédération de la Gironde. Dès 1991, elle intègre le comité exécutif du parti.
En 2002, elle est candidate aux élections législatives dans la première circonscription de la Dordogne, avec l'investiture du Parti radical, de l'UMP et de l'UDF. Elle est battue au second tour avec 48,7 % des voix face au député sortant, Michel Dasseux (PS).

### Engagement en Gironde avec Alain Juppé

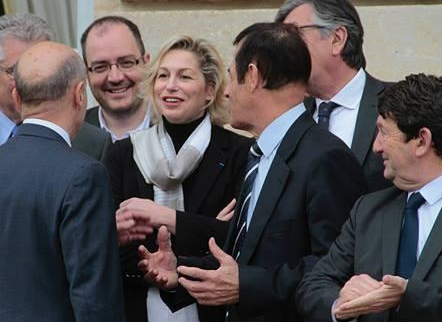
Alain Juppé, Nathalie Delattre et les élus du conseil municipal de Bordeaux.

Nathalie Delattre est candidate aux élections législatives de 2007 dans la quatrième circonscription de la Gironde (Lormont, Cenon, Tresses). Elle est a à nouveau battue avec 40,5 % au second tour face à la socialiste sortante, Conchita Lacuey.
À partir de 2008, Nathalie Delattre est élue à la ville de Bordeaux, aux côtés d'Alain Juppé, qui la nomme maire adjointe du quartier Bordeaux maritime et est élue conseillère communautaire à la communauté urbaine de Bordeaux (devenue Bordeaux Métropole). La même année, elle est candidate aux élections cantonales dans le canton de Bordeaux-1 (Centre), où elle parvient à se qualifier au second tour, mais est battue par le conseiller général sortant, Philippe Dorthe.
En septembre 2014, elle est candidate aux élections sénatoriales sur la liste « Unis pour la Gironde », en 4e position. Cette liste obtiendra 47,80 % des suffrages exprimés.
En décembre 2015, Nathalie Delattre est élue conseillère régionale UDI de Nouvelle-Aquitaine. Elle devient vice-présidente du groupe Union des démocrates et indépendants, présidé par le maire d'Agen, Jean Dionis du Séjour. Au nom du groupe, ils portent tous deux plainte à Bordeaux contre les irrégularités constatées par la Chambre régionale des comptes dans l'affaire de la gestion des comptes de l'ancienne région Poitou-Charentes.
Aux élections municipales de 2020 à Bordeaux, elle est colistière de Nicolas Florian, maire sortant ; elle est réélue conseillère municipale au second tour, dans un contexte marqué par la victoire de Pierre Hurmic à la mairie de Bordeaux. Elle est également élue conseillère métropolitaine.

### Au sein du Parti radical
Membre du Parti radical depuis 1989, elle est membre du comité exécutif du parti depuis 1991[réf. nécessaire].

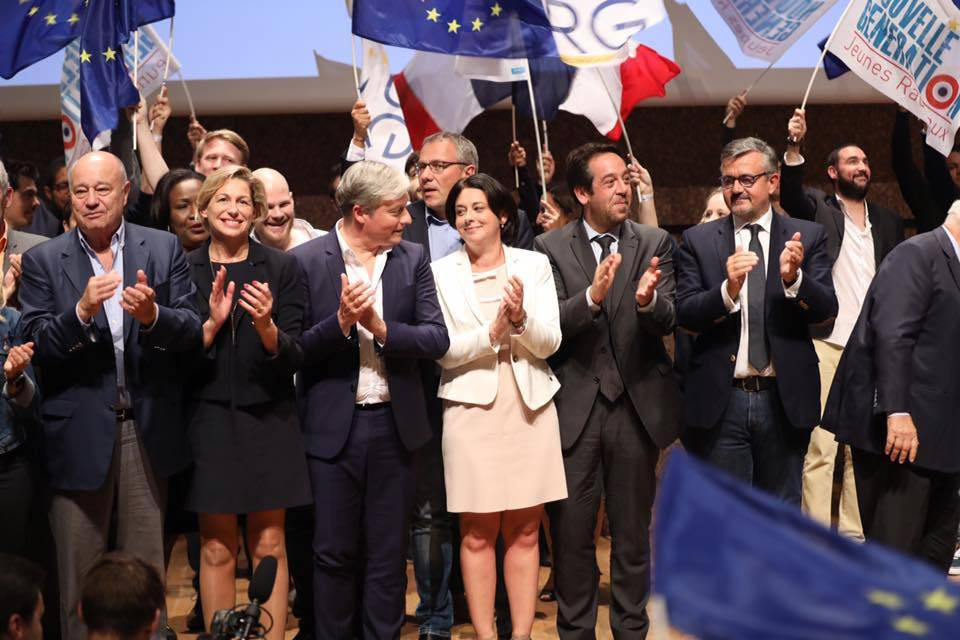
Journées d'été du radicalisme et des progressistes, le 17 septembre 2017 à Montpellier.

En 2003, elle devient vice-présidente nationale du Parti radical. Elle est à la tête de la fédération du parti de la Gironde de 2010 à 2015.
Après le retrait de Jean-Louis Borloo pour raisons de santé, elle est élue, en juillet 2014, secrétaire générale du Parti radical, aux côtés de Laurent Hénart, le ticket Hénart-Delattre ayant obtenu 61 % des voix face à Rama Yade.
En février 2015, elle devient présidente de la fédération girondine de l'Union des démocrates et indépendants (UDI), fondée par Jean-Louis Borloo et dont le Parti radical est membre fondateur.
Elle devient présidente du Parti radical le 28 septembre 2024, succédant à Laurent Hénart, qui occupait cette fonction depuis dix ans.

### Sénatrice de Gironde et vice-présidente du Sénat
Le 1er octobre 2017, elle devient sénatrice de la Gironde à la suite de la démission de Xavier Pintat, l'un des 41 sénateurs à avoir choisi de privilégier ses mandats locaux en vertu de la loi du 14 février 2014 sur le non-cumul des mandats en France,. Nathalie Delattre quitte dès lors ses fonctions d'adjointe au maire de Bordeaux et de conseillère régionale pour rejoindre la Chambre haute. Elle conserve ses mandats de conseillère municipale et métropolitaine de Bordeaux.
Fin 2018, elle est élue co-présidente de l'Association nationale des élus de la vigne et du vin (Anev) aux côtés de Didier Paris, député de Côte-d'Or.
Dans le cadre de la réunion du Parti radical et du Parti radical de gauche au sein du Mouvement radical (MR), dont elle est co-secrétaire générale, elle choisit alors de siéger au Sénat au sein du groupe historique des radicaux comme vice-présidente du groupe du Rassemblement démocratique et social européen (RDSE).

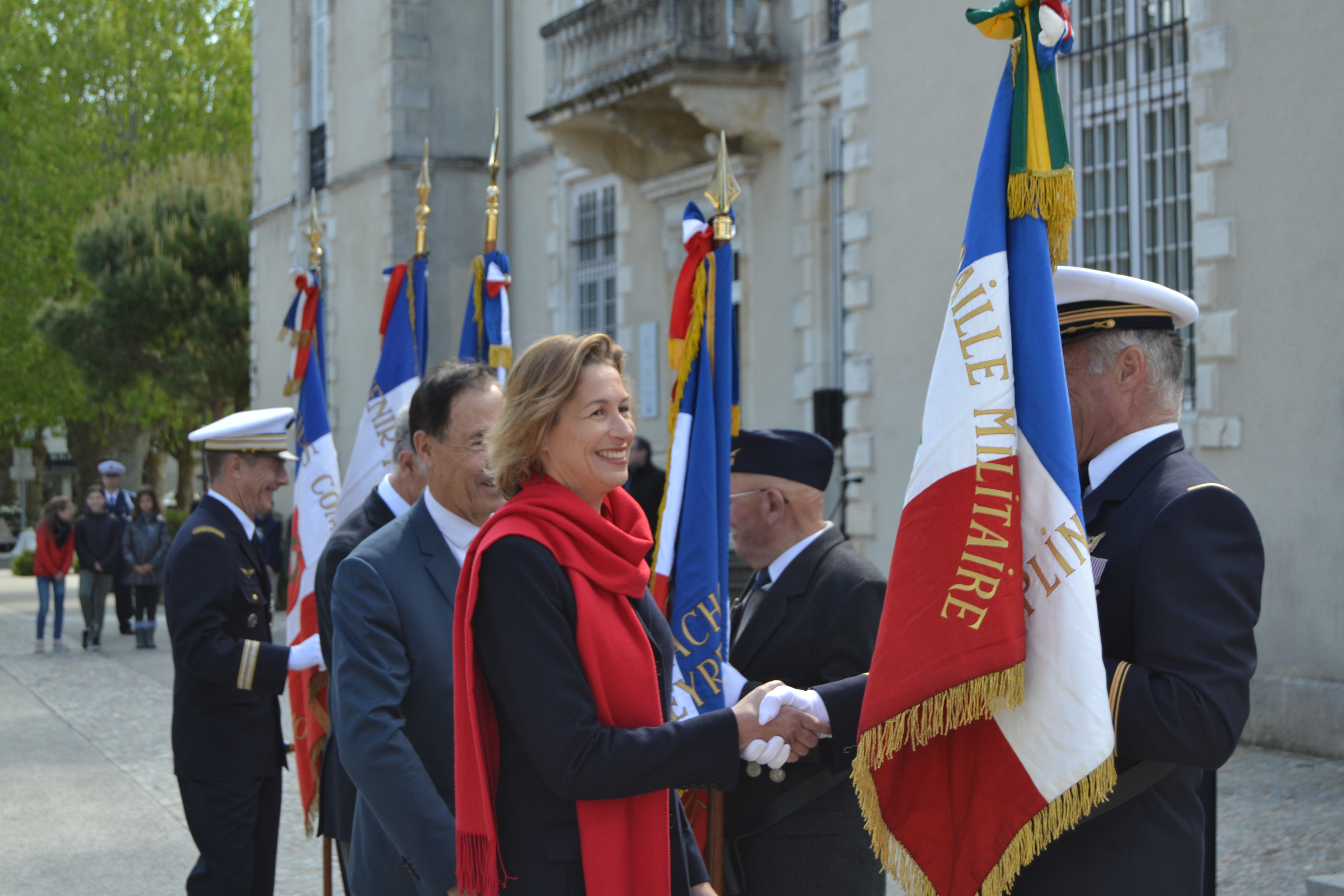
Nathalie Delattre félicitant les porte-drapeaux à la Teste de Buch lors de la Journée Nationale du souvenir de la déportation, en 2019.

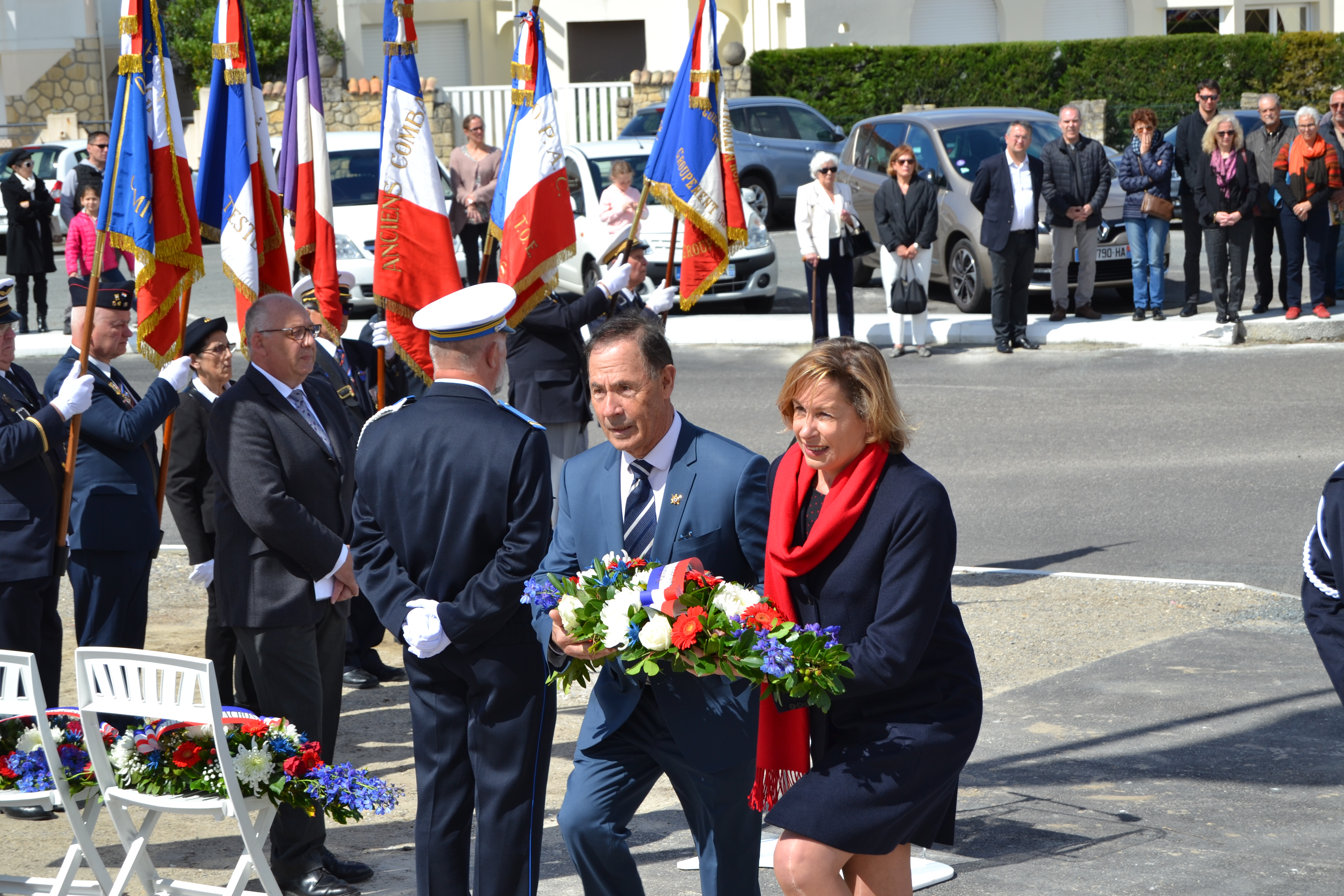
Nathalie Delattre et le sénateur Alain Cazabonne déposant une gerbe au monument aux morts d'Arcachon lors de la Journée nationale du souvenir de la déportation, en 2019.

Elle introduit un nouveau dispositif, la convention judiciaire d'intérêt public (CJIP), qui a permis, en septembre 2019, de contraindre Google à verser un milliard d'euros à l'État français.
En novembre 2019, elle défend — à l'occasion du projet de loi relatif à l'engagement dans la vie locale et à la proximité de l'action publique — sa proposition visant à instituer un médiateur territorial dans certains collectivités territoriales aux fins d'éviter, lorsque c'est possible, les recours judiciaires et favoriser le règlement des différends au niveau local. Sa proposition a été adoptée par le Parlement et a permis d'introduire dans le droit français un cadre législatif pour développer cette pratique au sein des collectivités territoriales.
Engagée dans la défense de la laïcité et de la loi de 1905, Nathalie Delattre est nommée, à l'automne 2019, présidente de la commission d'enquête sénatoriale sur la radicalisation islamiste et les moyens de la combattre. Au travers de nombreuses heures d'auditions, Nathalie Delattre a dirigé ces travaux qui ont permis de formuler, aux côtés de la rapporteure Jacqueline Eustache-Brinio, 44 propositions pour lutter contre certaines dérives dans les milieux sportif, associatif, éducatif mais aussi au sein de la fonction publique et d'entreprises du secteur privé,,.
Pour cet engagement, Nathalie Delattre est récompensée en mars 2021, avec Jacqueline Eustache-Brinio, par le prix de sénatrice de l'année, accordé par le jury du Trombinoscope.
En 2020, Nathalie Delattre est élue sénatrice de la Gironde et devient vice-présidente du Sénat,,.
Le 15 novembre 2022, la proposition de loi de la sénatrice concernant les agressions envers les élus est adoptée à l'unanimité au Sénat. Elle vise à permettre aux associations représentatives nationales d'élus de se porter partie civile, à leurs côtés avec leur accord, lorsqu'ils portent plainte pour incivilités, outrages ou agressions. Elle prévoit également d'élargir les motifs pour lesquels cette procédure est possible si la victime est l'un des proches de l'élu, en cas de dégradations de biens ou en cas de divulgation d'informations personnelles,,.
Le 17 janvier 2024, Nathalie Delattre appelait le gouvernement à ériger la santé mentale des jeunes en grande cause nationale. Une proposition de résolution votée à l’unanimité au Sénat, avec l’assentiment de la ministre du Travail, de la Santé et des Solidarités, Catherine Vautrin,,,.

### Ministre déléguée chargée des Relations avec le Parlement
Le 21 septembre 2024, Nathalie Delattre est nommée ministre déléguée auprès du Premier ministre, chargée des Relations avec le Parlement.
Elle fut co-présidente de l'Association nationale des élus de la vigne et du vin (Anev). Le 7 novembre 2024, au cours d'une réunion de l'Anev pendant les discussions du Projet de loi de financement de la sécurité sociale 2024, elle revendique d'être « une lobbyiste des alcooliers ». Elle-même ancienne vigneronne, elle s'attache à exonérer les viticulteurs de toute contribution supplémentaire au budget de la sécurité sociale et prend position contre des mesures de prévention de l'alcoolisme comme le Dry January,,.

### Ministre déléguée chargée du Tourisme

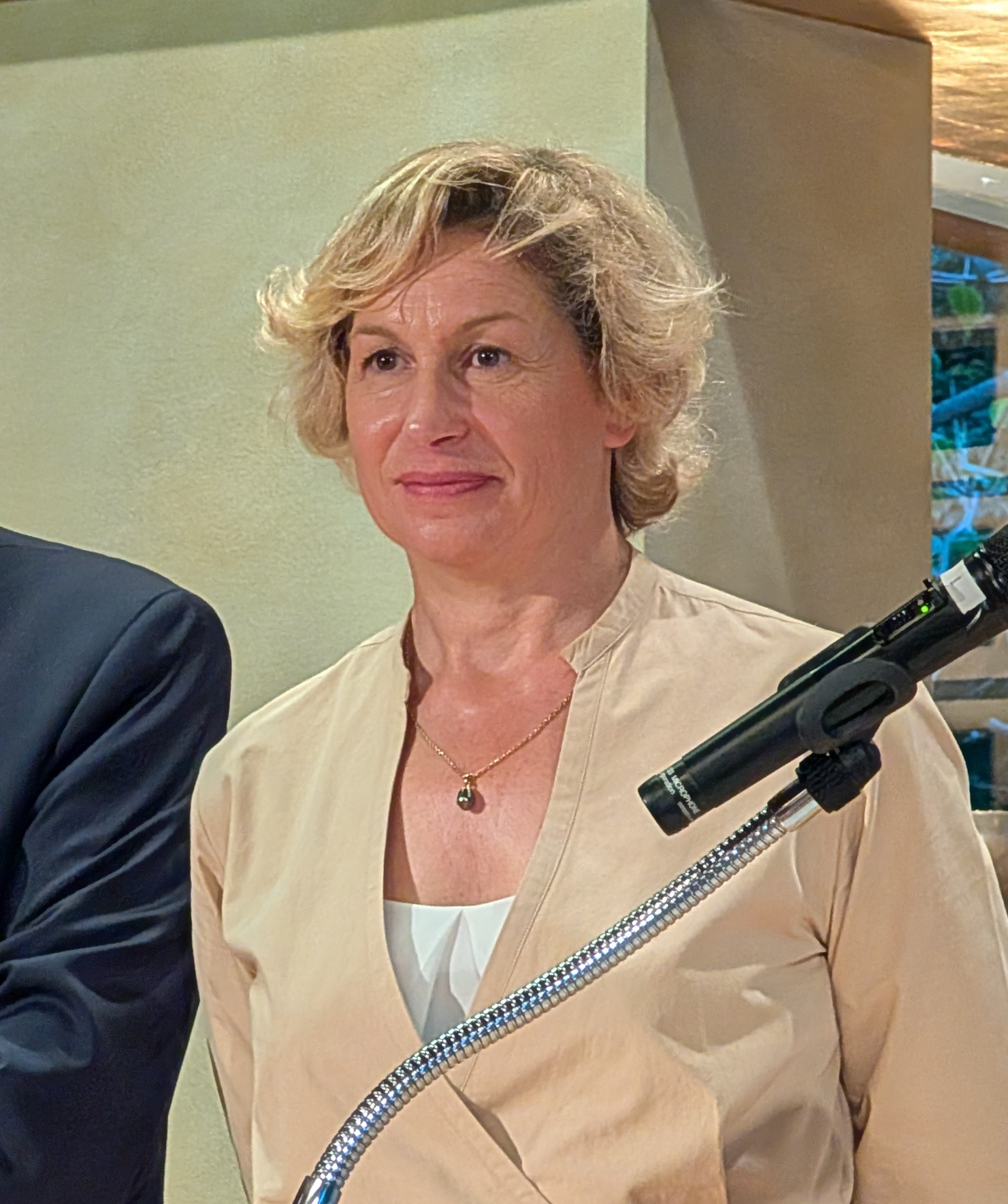
Nathalie Delattre en déplacement au Japon en tant que Ministre déléguée chargée du Tourisme, en juillet 2025

Elle est nommée le 23 décembre 2024 ministre déléguée chargée du Tourisme dans le gouvernement de François Bayrou.
Pour son premier déplacement elle choisit de se rendre au bassin d'Arcachon et fait connaître sa position sur le sur-tourisme. Elle indique privilégier tourisme résilient, lissé sur toute l'année. Elle estime par ailleurs que le secteur du tourisme est en retard sur l'utilisation de l'intelligence artificielle et annonce une feuille de route axée sur une valorisation des datas touristiques. En janvier 2025, elle prend position sur le ski et déclare « dire stop au ski bashing », indiquant qu'il s'agit d'un secteur très important pour l’économie touristique française.
Face à la pénurie de saisonniers estimé à 63 000 personnes, elle émet l'hypothèse de revoir les contrats proposés et de les adapter aux situations tout en gardant une idée de CDI. Elle annonce à Lourdes travailler sur un projet de loi visant à la simplification des normes en matière touristique,.
Le 6 mars 2025, à l'occasion du Comité interministériel sur le handicap, elle annonce relancer le label Destination pour tous,,.

## Synthèses mandats et fonctions
Au Gouvernement
- Ministre chargée des relations avec le parlement (2024)
- Ministre déléguée chargée du tourisme (2024-)

Au Sénat
- Vice-Présidente du Sénat (2020-2023)
- Sénatrice de Gironde (2017-2024)

Ville de Bordeaux
- Maire Adjointe (2008-2017)
- Conseillère Municipale (depuis 2008)[46]
- Présidente du groupe d'opposition "Bordeaux ensemble" (depuis 2025)[47]

## Distinctions
Le 2 mai 2012, Nathalie Delattre est nommée au grade de chevalier dans l'ordre national du Mérite au titre de « adjointe au maire de Bordeaux (Gironde), présidente départementale d'une association d'aide aux malades ; 22 ans de services ».

## Pour approfondir